# Statue de basalte noir de Cléopâtre
La Statue de basalte noir de Cléopâtre VII a été réalisée par des sculpteurs égyptiens, durant la période hellénistique de l'Égypte, sous la dynastie des Ptolémée.

## Symbologie
La statue représente Cléopâtre Filopator Nea Thea, Cléopâtre VII (en grec : Κλεοπάτρα Φιλοπάτωρ), dernière reine de l'Égypte antique sous la dynastie ptolémaïque, aussi appelée dynastie lagide, créée par Ptolémée Ier, général d'Alexandre le Grand, et aussi la dernière de la période hellénistique de l'Égypte.

## Conservation
L'œuvre est exposée en permanence au musée de l'Ermitage de Saint-Pétersbourg, après son déplacement depuis le palais Leuchtenberg à Peterhof en 1929.